# Йога-спорт
Йога-спорт — вид спорту на основі  ритмічної гімнастики і  аеробіки, в якому основними елементами є  асани. Поширений в  Індії і  Південній Америці. Йога-спорт створений під егідою різних федерацій йоги Індії з метою популяризації йоги.

## Змагання
Змагання проводяться з 1989 року в декількох напрямках: атлетична йога, артистична йога, ритмічна йога, асани, акробатична йога, танцювальна йога..
Також виступи проводяться у вікових категоріях:
- Молодші (8-14 років хлопчики і 8-12 років дівчата)
- Юніори (14-20 років юнаки та 12-20 років дівчата)
- Дорослі (20-30 років чоловіки і 20-25 років жінки)
- Старші (30-40 років чоловіки і 25-40 років жінки)
- Ветерани (від 40 років і старше)

Кожен учасник виконує кілька асан під музичний акомпанемент спочатку в обов'язковій програмі, потім в довільній. Виступ оцінюється журі за системою 10-бальних оцінок.
Іноді в програму змагань включається теоретична частина, яка також оцінюється 10-бальними оцінками.